# Sciusceddu
Sciusceddu  es una sopa de la gastronomía italiana preparada con albóndigas y huevos revueltos como ingredientes principales. Es un platillo tradicional de Pascua en Mesina en el sur de Italia. Otros ingredientes son caldo, y quesos caciocavallo y ricota, perejil, sal y pimienta. Se puede preparar en forma similar a la sopa de huevo.

## Etimología
Juscellum, la palabra en latín de la cual proviene el nombre siciliano se basa en  un plato de la cocina romana antigua que está incluido en el De re coquinaria de Marco Gavio Apicio, un libro romano de recetas que se cree fue escrito en su forma actual a fines del siglo IV o principios del siglo V.